# Betoncourt-sur-Mance
Betoncourt-sur-Mance é uma comuna francesa na região administrativa de Borgonha-Franco-Condado, no departamento de Alto Sona. Estende-se por uma área de 3,72 km². Em 2010 a comuna tinha 31 habitantes (densidade: 8,3 hab./km²).